# Heteragrion pemon
Heteragrion pemon là loài chuồn chuồn trong họ Megapodagrionidae. Loài này được De Marmels mô tả khoa học đầu tiên năm 1987.